# Монастир Акісіно
Монасти́р Акісі́но або Акісіно-де́ра (яп. 秋篠寺, あきしのでら, МФА: [akʲi̥ɕino deɾa], «монастир осіннього бамбука») — буддистський монастир в Японії.     Розташований за адресою: префектура Нара, місто Нара, квартал Акісіно 757. Монастирський титул — відсутній.  Заснований 776 року. Головною святинею монастиря є статуя-триптих будди Якусі (важлива культурна пам'ятка Японії). До цінних пам'яток належать головний храм (національний скарб Японії).

## Короткі відомості
Акісіно-дера належав сектам Хосо-сю, Сінґон-сю, Дзьодо-сю, але зараз є самостійною релігійною установою. За переказом він був заснований ченцем Дзенсю (善珠) у 8 столітті. У 780 році, за правління імператора Коніна, Акісіно-дера був пожалуваний наділ у 100 селянських дворів, а у 812 році, додано у володіння таку ж кількість дворів.
Монах і перший настоятель монастиря Дзенсю провів церемоніальний молебен для оберігання крон-принца Ате, майбутнього імператора Хейдзьо, від духу покійного Савари. В подяку за це крон-принц помістив у храмі портрет монаха після його смерті.
У 1135 році Акісінодера повністю згорів, але невдовзі був відбудований. Пожежа знищила більшу частину храма, але згідно зі свідоцтвами, храм мав дві пагоди і Головний (золотий) храм, як і більшість великих храмів тих часів.
У 13 столітті, у період Камакура, монастир вів боротьбу за землі і воду з сусіднім храмом Сайдайдзі.
Сьогодні монастир Акісінодера знаний завдяки статуї божества Ґігейтен і Головній Залі, яка занесена до списку національних скарбів Японії. Вхід на територію монастиря платний. Дерев'яна статуя Ґуаньїнь з одинадцятью обличчями з монастиря Акісіно перевезена і зберігається у Токійському національному музеї. Статуя Кшітігарбги, що походить також звідси, знаходиться тепер у національному музеї Кіото.